# Subprefectura de Hiyama
La Subprefectura de Hiyama (檜山振興局, Hiyama-shinkō-kyoku) és una subprefectura de Hokkaido, al Japó. La seua capital és el municipi de Esashi i el municipi més poblat és el poble de Setana. La subprefectura de Hiyama és la menys poblada de Hokkaido i no compta amb cap municipi amb estàtus de ciutat. Hiyama també és la subprefectura de dimensions més reduïdes.

## Geografia
La subprefectura es troba al sud de l'illa de Hokkaido i limita a l'est amb la subprefectura d'Oshima i al nord amb la subprefectura de Shiribeshi. A l'oest limita amb la mar del Japó, on també es troba l'únic municipi insular de la subprefectura, Okushiri. Des de l'any 2005, quan uns municipis van ser transferits a Oshima, Hiyama va perdre territori i, a més, va quedar dividida en dues parts de territori sense connexió terrestre. Hiyama és la subprefectura menys poblada i més xicoteta de Hokkaido.

### Municipis
| |          |          |          |
| \| Municipi \| Població \| Extensió \| Densitat \| \| ---------- \| -------- \| -------- \| -------- \| \| Assabu \| 3.793 \| 460,58 \| 8,24 \| \| Esashi \| 7.489 \| 109,53 \| 68,4 \| \| Imakane \| 5.178 \| 568,25 \| 9,11 \| \| Kaminokuni \| 4.707 \| 547,71 \| 8,59 \| \| Okushiri \| 2.586 \| 142,97 \| 18,1 \| \| Otobe \| 3.625 \| 162,59 \| 22,3 \| \| Setana \| 7.743 \| 638,68 \| 12,1 \| \| Total \| 35.121 \| 2.629,97 \| 18 \| |          |          |          |
| Municipi | Població | Extensió | Densitat |
| Assabu | 3.793    | 460,58   | 8,24     |
| Esashi | 7.489    | 109,53   | 68,4     |
| Imakane | 5.178    | 568,25   | 9,11     |
| Kaminokuni | 4.707    | 547,71   | 8,59     |
| Okushiri | 2.586    | 142,97   | 18,1     |
| Otobe | 3.625    | 162,59   | 22,3     |
| Setana | 7.743    | 638,68   | 12,1     |
| Total | 35.121   | 2.629,97 | 18       |

## Història
- 1897: Es crea la subprefectura de Hiyama.
- 1993: Un fort tsunami sacseja la subprefectura i en especial l'illa de Okushiri, on mor gent.
- 2005: El municipi de Kumaishi, al districte de Nishi es fusiona amb el municipi de Yakumo, al districte de Yamakoshi i passen a formar part de la subprefectura d'Oshima. A partir de llavors, el territori de Hiyama queda dividit en dues parts no connectades per terra.
- 2010: Degut a la reforma administrativa duta a terme pel govern de Hokkaidō a totes les subprefectures, la subprefectura canvia la seua denominació oficial, tot i que no perd territori, romanent inalterable.
- 2014: La Companyia de Ferrocarrils d'Hokkaidō suspen els trams de la línia Esashi que passen per Hiyama. Així, doncs, Hiyama es converteix en l'única subprefectura on no hi ha ferrocarril.

## Demografia
| 1950   | 1960   | 1970   | 1980   | 1990   | 2000   | 2010   | 2020   |
| ------ | ------ | ------ | ------ | ------ | ------ | ------ | ------ |
| 90.825 | 94.961 | 77.428 | 67.408 | 57.450 | 51.028 | 42.067 | 35.121 |